# 김관철 (축구 선수)
김관철(1992년 1월 22일 ~ )은 대한민국의 축구 선수이며, 포지션은 센터백이다.